# Comando do Norte (Israel)
O Comando do Norte (em hebraico: פִּקּוּד צָפוֹן  , Pikud Tzafon, frequentemente abreviado para Patzan) é um comando regional nas Forças de Defesa de Israel. O comando, cuja sede principal fica em Safed, é responsável por todas as unidades localizadas entre Hermon e Netanya. Sua missão é proteger as fronteiras do norte de Israel com a Síria e o Líbano.

## História
Durante as guerras das décadas de 1960 e 1970, o Comando do Norte ficou responsável pelas campanhas direcionadas contra a Síria nas Colinas de Golã e na fronteira do Líbano. Durante as décadas de 1970 e 1980, enfrentou principalmente ataques da Organização para a Libertação da Palestina (OLP), que foi levada para o sul do Líbano após o Setembro Negro. A partir da Guerra do Líbano de 1982, o Comando do Norte enfrentou ataques do Hezbollah, um grupo militante libanês fundado em 1982 para lutar contra a ocupação israelense do sul do Líbano.
No início da década de 1990, pode ter incluído uma divisão blindada ativa completa e uma brigada mecanizada; três a quatro divisões de reserva; quatro a cinco brigadas mecanizadas e de infantaria de reserva; e quatro a cinco brigadas de infantaria territoriais.
Em 2000, o Comando do Norte concluiu sua retirada da Zona de Segurança do Sul do Líbano e foi enviado ao longo da fronteira sancionada pela ONU. Embora a retirada de Israel do sul do Líbano tenha sido recebida com aprovação da ONU, o Hezbollah continua seus ataques, principalmente na área das fazendas de Shebaa, no Monte Hermon, uma área ocupada por Israel da Síria e que o Hezbollah reivindica como território libanês.

## Organização

Organização do Comando Norte 2024

O Comando do Norte administra unidades regionais do Monte Hermon, nas Colinas de Golã, até Netanya, com presença significativa na Galileia e nas Colinas de Golã.